# Kenneth LaValle
Kenneth LaValle (nascido em 22 de maio de 1939, no Brooklin em Nova Iorque) é um político norte-americano membro do Senado de Nova Iorque, representa o 1º Distrito desde 1977. É membro do Partido Republicano.
Lavalle trabalhou como professor e administrador antes de se eleger senador estadual. Ele é o fundador da Unidade de Burn Unit e do Hospital Universitário de Stony Brook. Ele é atualmente exerce a profissão de advogado.